# Öküzini-Höhle
Die Öküzini-Höhle liegt unweit der Karain-Höhle im Tal des Göksu, ca. 30 km nordwestlich von Antalya in den Katran-Bergen, einem Teil der Tauruskette.

## Geographie
Die Höhle liegt ca. 300 m hoch im Karstgebiet am Osthang der Katran-Berge, das aus Kalkstein der Kreidezeit besteht, vier Meter oberhalb einer ausgedehnten Travertin-Ebene, die ackerbaulich genutzt wird. Die umgebenden Berge erreichen Höhen bis zu 2000 m. Die Höhle entstand durch Auswaschungen eines unterirdischen Karst-Flusses.
Die Höhle öffnet sich nach Nordwesten. Die Hauptkammer ist ca. 15 m lang und verzweigt sich dann zu zahlreichen Seitenkammern.

## Umwelt
Die Höhle liegt in einer Gegend mit Winterregen und heißen trockenen Sommern. Der durchschnittliche jährliche Niederschlag beträgt 1056 mm. Heute sind die Berghänge durch Überweidung recht kahl, mit vereinzelten Johannisbrotbäumen, Atlantischen Pistazien, in höheren Lagen Ölbäumen und Eichen. In der Ebene finden sich entlang von Kanälen Schilfrohr, Rohrkolben und Seggen.
Am Ende der letzten Eiszeit war die Landschaft vermutlich waldsteppenartig mit Galeriewäldern.

## Geschichte

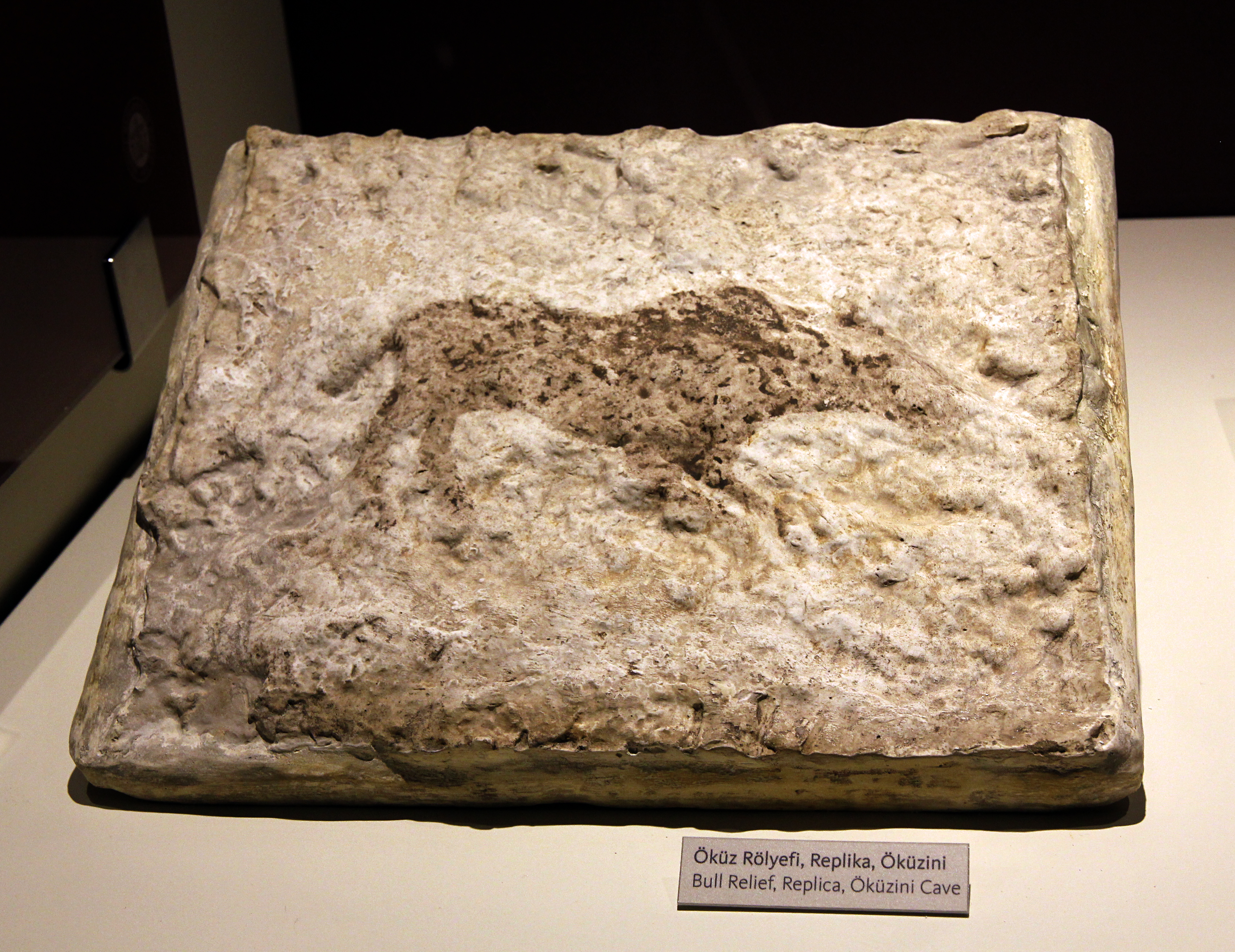
Stierrelief aus Öküzini, Kopie, Museum für anatolische Zivilisationen in Ankara

Entdeckt wurde die Höhle von İsmail Kılıç Kökten in den 1950er Jahren. Ausgrabungen fanden zwischen 1956 und 1973 durch Kökten, 1981, 1989 durch die Universität Tübingen unter Leitung von Gerd Albrecht und bis 1998 durch Işın Yalçınkaya vom Museum Antalya und Marcel Otte, Universität Lüttich statt. Kökten legte zahlreiche Schnitte an, die bis zu 2,5 m tief reichten und ca. 150 m² erfassten. Die Höhle wurde in künstlichen 10-cm-Schichten (Straten) und 50-cm-Quadraten ausgegraben,:127 was die Einordnung der Funde erschwert.
Die Siedlungsschichten stammen aus dem frühen Epipaläolithikum (Schichten AUI bis AUIV), dem späten keramischen Neolithikum (AUV), Chalkolithikum (AUVI) und der Römerzeit. Insgesamt wurden 13 geologische Schichten (GH0-GHXII) erfasst. Die Besiedlung beginnt im späten glazialen Maximum ca. 20.000 v. Chr. (19.790 BC cal.) und setzte sich im Bölling und jüngeren Dryas fort.
In die Höhlenwand wurde das Bild eines Auerochsen eingeritzt.
Die Siedlungsschichten enthielten Gräber und zahlreiche Herdstellen. Pollen waren nur schlecht erhalten, was die Rekonstruktion der lokalen Vegetation erschwerte.
Eine Analyse der Tierknochen wurde durch Levent Atici und Aaron Stutz durchgeführt. In den ältesten Schichten wurden vor allem Knochen von Wildziegen, -schafen und Damwild gefunden, die vermutlich zwischen dem späten Frühjahr und dem frühen Herbst gejagt wurden.:125 Meeresmuscheln wie Dentalium und Columbella rustica stammen aus dem Mittelmeer.:131
Die Steinindustrien wurden aus Feuerstein, Radiolarit und Obsidian hergestellt.:127 Letzterer stammen vom Göllü Dağ (Ost) und Nenezi Dağ. Das lithische Inventar wird von Mikrolithen dominiert, darunter Rückenspitzen, Segmente, gleichschenklige Dreiecke und Trapeze.:134. Aus Schicht GHIII stammt ein Tonstück mit dem Abdruck eines Korbes.
Es wurde systematisch nach verkohlten Pflanzenresten gesucht, die ungewöhnlich gut erhalten waren. Es wurden Wildfrüchte und Nüsse, zum Beispiel Eicheln, Mandeln (Amygdalus graeca / orientalis), Pistazien, Zürgelbaumfrüchte, Trauben, Weißdorn und Hagebutten, Früchte von Alkanna sowie wilde Hülsenfrüchte gefunden. Linsen, Erbsen und Einkornreste wurden vermutlich aus den neolithischen Schichten verlagert, wie AMS-Daten beweisen.